# تسک منیجر

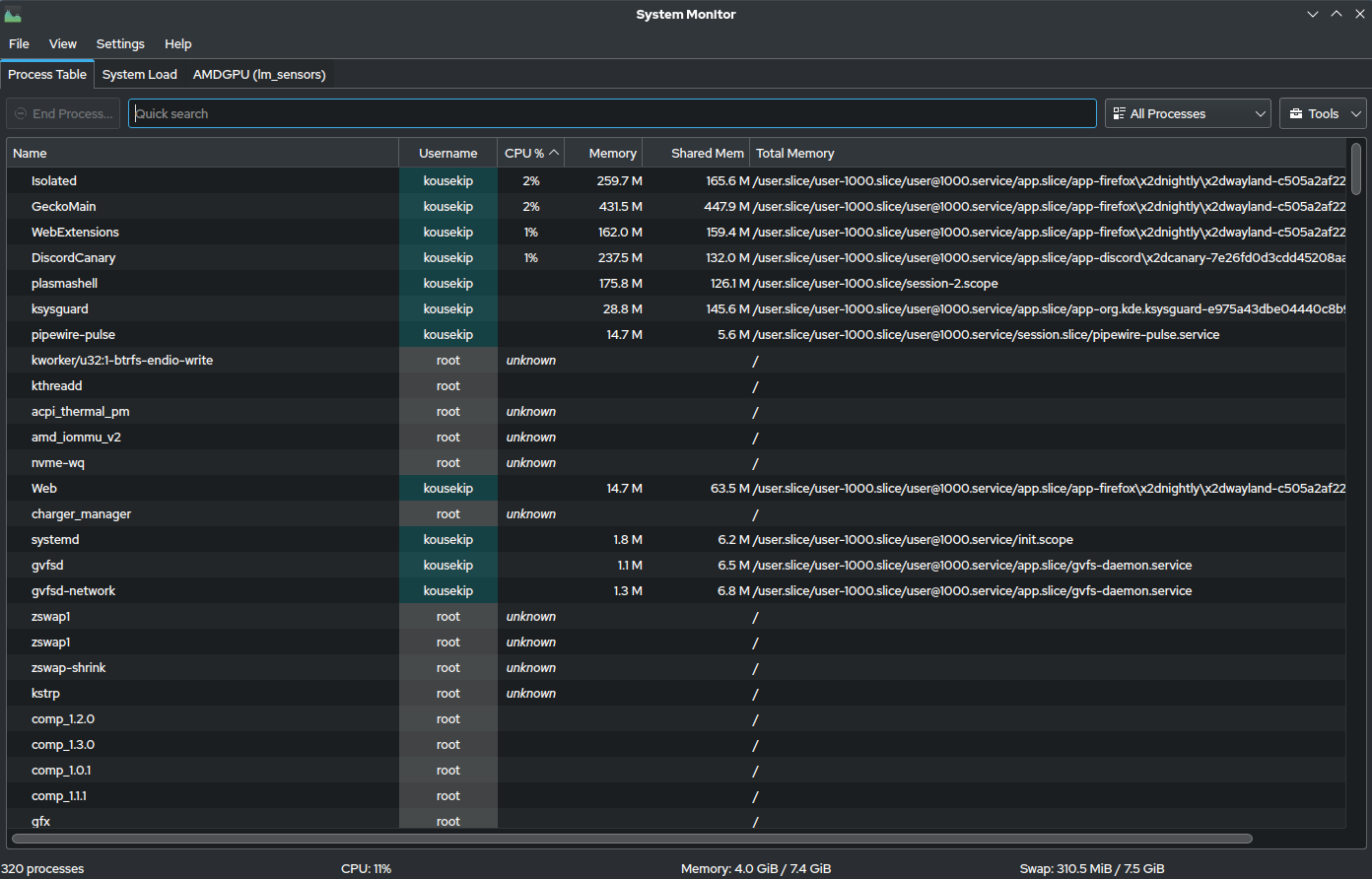
KDE System Guard، یک مدیر وظیفه برای KDE Plasma 5

تسک منیجر (به انگلیسی: Task Manger) یک برنامه مراقب سیستم است که برای جمع‌آوری اطلاعات درباره فرایندها و برنامه‌های فعال در رایانه و نیز وضعیت کلی رایانه استفاده می‌شود. 

## تسک‌منیجرهای رایج
- مدیریت وظایف (ویندوز) در ویندوز